# 12 reči
12 reči (čir. 12 речи) je srbijanska televizijska serija autora Jelene Stolice. Premijerno se prikazuje od 21. studenoga 2020. na kanalu Superstar TV.
U Hrvatskoj serija će biti prikazana na streaming platformi Voyo od 24. svibnja 2024.

## Radnja
Serija prati Miloša Ivanovića, mladog pravnika sa problematičnom prošlošću, koji se zaposli u advokatskoj kancelariji poznatog beogradskog advokata Tomislava Grubora. Miloš postaje odbrana mafijaškog bosa Žarka Čečerine, čija je kriminalna imperija uzdrmana. Zbog svoje prošlosti, Miloš je dugo bio na margini društva, ali mu Grubor pruža šansu da se dokaže. Kada Čečerina, suočen sa blokiranim računima, prijeđe na poslovanje kriptovalutama, Miloš se nađe između odanosti prema svom klijentu i vlastitih moralnih vrijednosti.
Danica Vlahović, jedan od glavnih ženskih likova, susreće se sa izazovima nakon što njen suprug Nemanja, računovođa i finansijski savjetnik Čečerine, mora da pobjegne u Srbiju. Ostavljena sama sa djecom u Crnoj Gori, Danica se bori da riješi probleme i pomogne mužu koji je u nevolji. Serija istražuje unutrašnje borbe likova, njihove odnose i dileme između odanosti i pravde u svijetu isprepletenom kriminalom i kriptovalutama.

## Pregled serije
Prva sezona premijerno se prikazala na kanalu Superstar TV od 21. studenoga do 27. prosinca 2020. godine, dok se druga sezona prikazala od 15. do 30. studenoga 2023.
U Hrvatskoj serija je prikazana od 24. svibnja 2024. na streaming platformi Voyo od petka do nedjelje.
| Sezona | Sezona | Epizoda | Izvorno prikazivanje | Izvorno prikazivanje | Hrvatsko prikazivanje          |
| Sezona | Sezona | Epizoda | Premijera            | Finale               | Voyo                           |
| ------ | ------ | ------- | -------------------- | -------------------- | ------------------------------ |
|        | 1.     | 12      | 21. studenoga 2020.  | 27. prosinca 2020.   | 24. svibnja – 16. lipnja 2024. |
|        | 2.     | 12      | 15. studenoga 2023.  | 30. studenoga 2023.  | 28. lipnja – 21. srpnja 2024.  |

## Glumačka postava
| Glumac                | Lik                 |
| --------------------- | ------------------- |
| Viktor Savić          | Miloš Ivanović      |
| Nikola Pejaković      | Žarko Čečerina      |
| Ivana Vuković         | Sara Popović        |
| Nebojša Milovanović   | Vladimir Mirković   |
| Petar Novaković       | Igor Varagić        |
| Duško Radović         | Aleksandar Odanović |
| Vesna Trivalić        | Gorana Raičković    |
| Nikola Šurbanović     | Filip               |
| Dragomir Mršić        | Bukva               |
| Aleksandra Arizanović | Maja                |
| Vas Batrićević        | Ilja                |
| Danilo Nikitović      | Mikica              |
| Simo Trebješanin      | Žandar              |
| Nenad Heraković       | inspektor Romelić   |
| Denis Murić           | Leon                |
| Slobodan Ninković     | Petar Popović       |
| Branka Pujić          | Mila Popović        |
| Tihomir Stanić        | Tomislav Grubor     |
| Marija Bergam         | Danica Vlahović     |
| Đorđe Marković        | Novaković           |
| Miloš Pejović         | Nemanja Vlahović    |
| Filip Đurić           | Robert              |
| Mirsad Tuka           | Mijo Drobnjak       |
| Filip Đuretić         | Dušan Vuk           |
| Davor Golubović       | Ivica Vasović       |
| Sanja Marković        | Jovana              |
| Nebojša Rako          | Čupko               |
| Goran Slavić          | Stevan              |
| Dubravka Drakić       | Tijana Stanojević   |
| Draginja Voganjac     | Ljilja Resanović    |

## Vanjske poveznice
- Službena stranica superstavtv.rs
- 12 reči u internetskoj bazi filmova IMDb-a